# Fritz Breithaupt (Germanist)

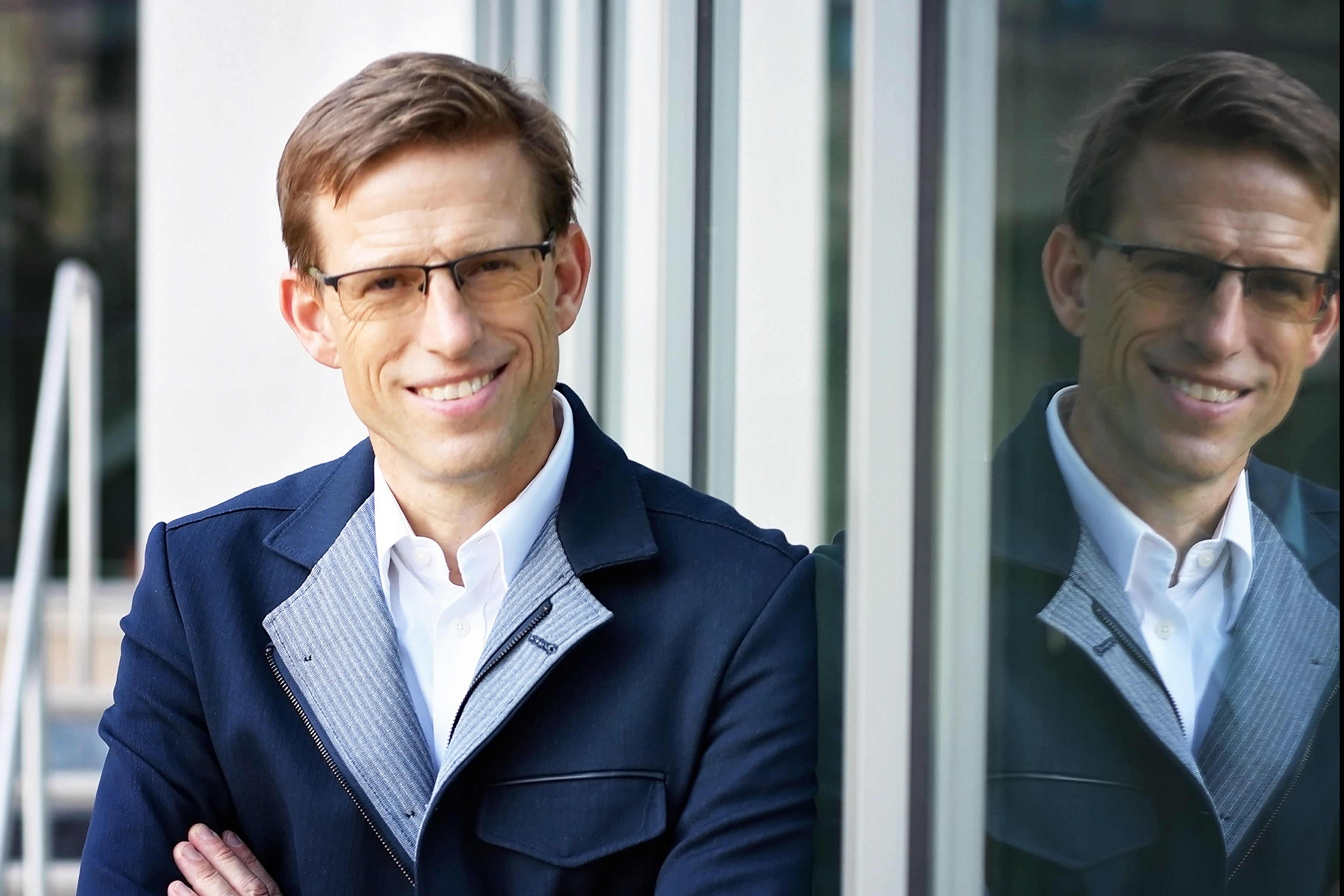
Fritz Breithaupt (2022)

Fritz Breithaupt (* 1967 in Meersburg) ist ein deutscher Literatur-, Kultur- und Kognitionswissenschaftler und Publizist der seit 1996 an der Indiana University Bloomington lehrt.

## Leben
Fritz Breithaupt wuchs als Sohn des Diplomaten und Völkerrechtlers Friedrich C. Breithaupt auf, verbrachte seine Kindheitsaufenthalte u. a. in London (1974–75). Nach plötzlichem Tod des Vaters 1977 in Schweden – unter nicht geklärten Umständen – verbrachte er seine Kindheit in Hamburg. Nach dem Tod der Mutter erfuhr er aus Aufzeichnungen, dass der Vater gezielt vom KGB ermordet worden sei, weil er als westdeutscher Diplomat  wichtige Dokumente von internationaler Bedeutung für den Kalten Krieg erhalten hatte.
Seinen Zivildienst verbrachte er in dem Künstleratelier der Psychiatrischen Klinik Rickling, wo er Ausstellungen der Künstler organisierte.
Von 1988 bis 1991 studierte er an der Universität Hamburg (Hauptfächer: Kunstgeschichte, Jura und Germanistik). Anschließend absolvierte er 1993 seinen Master an der Johns Hopkins University in Baltimore (USA) und wurde dort 1997 bei Werner Hamacher promoviert. Von 1994 bis 1995 studierte er am Institut für Allgemeine und Vergleichende Literaturwissenschaft (jetzt Peter-Szondi-Institut) in Berlin.
Seit 1996 lehrt er an der Indiana University Bloomington. Seine Professur an der Indiana University ist zur Hälfte in den Geisteswissenschaften (Germanic Studies) und zur Hälfte in den Naturwissenschaften (cognitive science) aufgeteilt.
An der Indiana University Bloomington war er u. a. Chair des Department of Germanic Studies, Dean des Hutton Honors College, Gründungsdirektor eines offiziellen EU Center of Excellence, Direktor des West-European-Studies Instituts (jetzt EURO), Direktor des Centers for Eighteenth-Century Studies und Direktor of Graduate Studies des programs of cognitive science.
In Deutschland ist er außerhalb der akademischen Kreise durch seine publizistische Tätigkeit und durch Interviews für Podcasts (etwa mit Leon Windscheid), Fernsehen (etwa mit Peter Kunz im ZDF), Radio und den Printmedien bekannt. Er schreibt regelmäßig für Die Zeit und das Philosophie Magazin. Von 2006 bis 2015 gestaltete er die Kolumne „Professoren und ihre Neurosen“ für Zeit Campus. Sein Buch Die dunklen Seiten der Empathie (Suhrkamp, 2017) war ein offizieller Bestseller des Deutschen Börsenvereins des Buchhandels (Februar 2017).
Zu seinen Auszeichnungen gehören Stipendien der Fulbright Foundation und der Alexander von Humboldt-Stiftung. Seit 2018 trägt er den Ehrentitel Provost Professor. Sein Buch Das narrative Gehirn. Was unsere Neuronen erzählen wurde 2023 als Wissenschaftsbuch des Jahres ausgezeichnet.

## Forschungsschwerpunkte
- Empathie: Breithaupt interessiert sich für die Auslöser und die Blockaden von Empathie. Zu viel Empathie, so Breithaupt, könne zu Selbstverlust führen wie im sogenannten Stockholm-Syndrom. Einen Empathie-Auslöser erblickt Breithaupt in sozialen Dreierszenen: Jemand beobachtet einen Konflikt und ergreift mental die Partei eines der Kontrahenten. Um seine Entscheidung zu legitimieren, beginnt der Beobachter die Perspektive des einen zu übernehmen, seine Vorgeschichte zu narrativieren – und entwickelt dabei Empathie. Diese Empathie richtet sich oft auf eine einzige Partei im Konflikt, die andere wird ausgeblendet, weil es sich beim Beobachter zuerst um sein eigenes Gefühl dreht, auf der richtigen Seite zu stehen oder sich als besonders aufrichtig im Schnellverfahren sozusagen vorzukommen. Das sei eine der dunklen Seiten der Empathie. Breithaupt beschäftigt sich auch mit anderen „dunklen Seiten“ der Empathie. Dazu gehört der empathische Sadismus, in dem jemand einen anderen quält, um dessen Gefühle besser nachvollziehen zu können. In seinem Buch, Die dunklen Seiten der Empathie, analysiert Breithaupt auch, wie Donald Trump Empathie auf sich zieht und bezeichnet ihn als "Meister der Empathie".

- Narration: In jüngeren Arbeiten entwickelt Breithaupt einen Narrationsbegriff, der auf dem Akt des narrativen Denkens beruht. Narratives Denken bestehe darin, zu einer gegebenen Darstellung Variationen und Alternativen zu entwickeln. Auf die offene Zukunft bezogen, bedeutet dies Spannung, auf die Vergangenheit Zweifel. Den Ursprung der „Viel-Versionalität“ des Erzählens sieht Breithaupt in evolutionärer Hinsicht im Akt der Ausrede: Wer seinen Kopf aus der Schlinge ziehen will, tut gut daran, die von anderen wahrgenommenen Zusammenhänge anders zu erzählen. Aufbauend auf dieser Definition des narrativen Denkens analysiert Breithaupt kulturelle Praktiken des Rechts, des Gewissens und der Identität (Alfred Adler).

- Goethezeit: Ein dritter Schwerpunkt seiner Arbeiten besteht in der Literatur und Philosophie der Goethezeit. Breithaupt hat unter anderem zur Bildlichkeit, dem Geld, dem Gewissen und der Geschichte des Ich publiziert.

- Experimentelle Geisteswissenschaften: Breithaupt leitet das Experimental Humanities Lab. Eines der Projekte des Labs besteht darin, durch Verfahren der seriellen Reproduktion von Erzählungen einen Katalog einfacher Narrative zu erzeugen. Einfach gesagt – mit Hilfe von Stille-Post-Spielen erzeugen Tausende von Freiwilligen einfache Formen von Erzählungen. Die Ergebnisse der Studien zeigen dabei, dass die Versuchsteilnehmer die emotionalen Bewertungen der Situationen genau weitergeben (also etwa wie peinlich oder froh-erleichternd eine Situation empfunden wird), demgegenüber aber die Details und auch die kausalen Zusammenhänge vernachlässigen.

## Publikationen

### Monographien
- Das narrative Gehirn. Was Neuronen erzählen. Suhrkamp, Berlin 2022, ISBN 978-3-518-58778-2.[3]
- The dark sides of empathy. Cornell University Press, Ithaca 2019, ISBN 978-1-5017-2164-9 (bearbeitete engl. Ausgabe).
- Die dunklen Seiten der Empathie. Suhrkamp, Berlin 2017, ISBN 978-3-518-29796-4.
- Kultur der Ausrede. Eine Erzähltheorie. Suhrkamp, Berlin 2012, ISBN 978-3-518-29601-1.
- Kulturen der Empathie. Suhrkamp, Frankfurt 2009, ISBN 978-3-518-29506-9.
  - Trad. esp.: Culturas de la empatía. Katz editores, Buenos Aires/Madrid 2011, ISBN 978-84-92946-36-5.
- Der Ich-Effekt des Geldes. Zur Geschichte einer Legitimationsfigur. Fischer, Frankfurt 2008, ISBN 978-3-596-18059-2.
- Jenseits der Bilder. Goethes Politik der Wahrnehmung. Rombach, Freiburg im Breisgau 2000, ISBN 978-3-7930-9228-5.

### Aufsätze (Auswahl)
- Fritz Breithaupt, Binyan Li und John K. Kruschke. Serial reproduction of narratives preserves emotional appraisals. Cognition and Emotion 1 (2022). S. 1–21.
- Das Corona-Narrativ der Zukunft. In: Mitteilungen des Deutschen Germanistenverbands (MDGV), 2021, S. 116–136.
- A Three-Person Model of Empathy. In: Emotion Review 4 (Januar 2012), S. 84–91.
- Kindheit von einem, der nicht an Vögel glaubt. In: Aris Fioretos (Hrsg.): Babel. Für Werner Hamacher. Urs Engeler, Basel 2009, ISBN 3-938767-55-3, S. 55–62.
- The Invention of Trauma in German Romanticism. In: Critical Inquiry, 2005, S. 77–101.
- Rituals of Trauma: How the Media Fabricated 9/11. In: Steven Chermak, Frankie Y. Bailey und Michelle Brown, Hg.: Media Representations of September 11. Praeger Publishing, Westport, Connecticut, 2003, S. 67–81.